# Дымомер

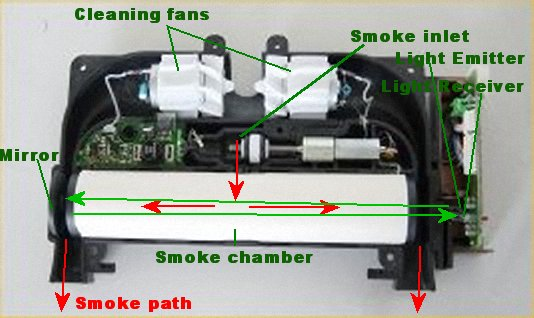
Дымомер (со снятой крышкой) для определения коэффициента ослабления светового потока, проходящего через струю дыма

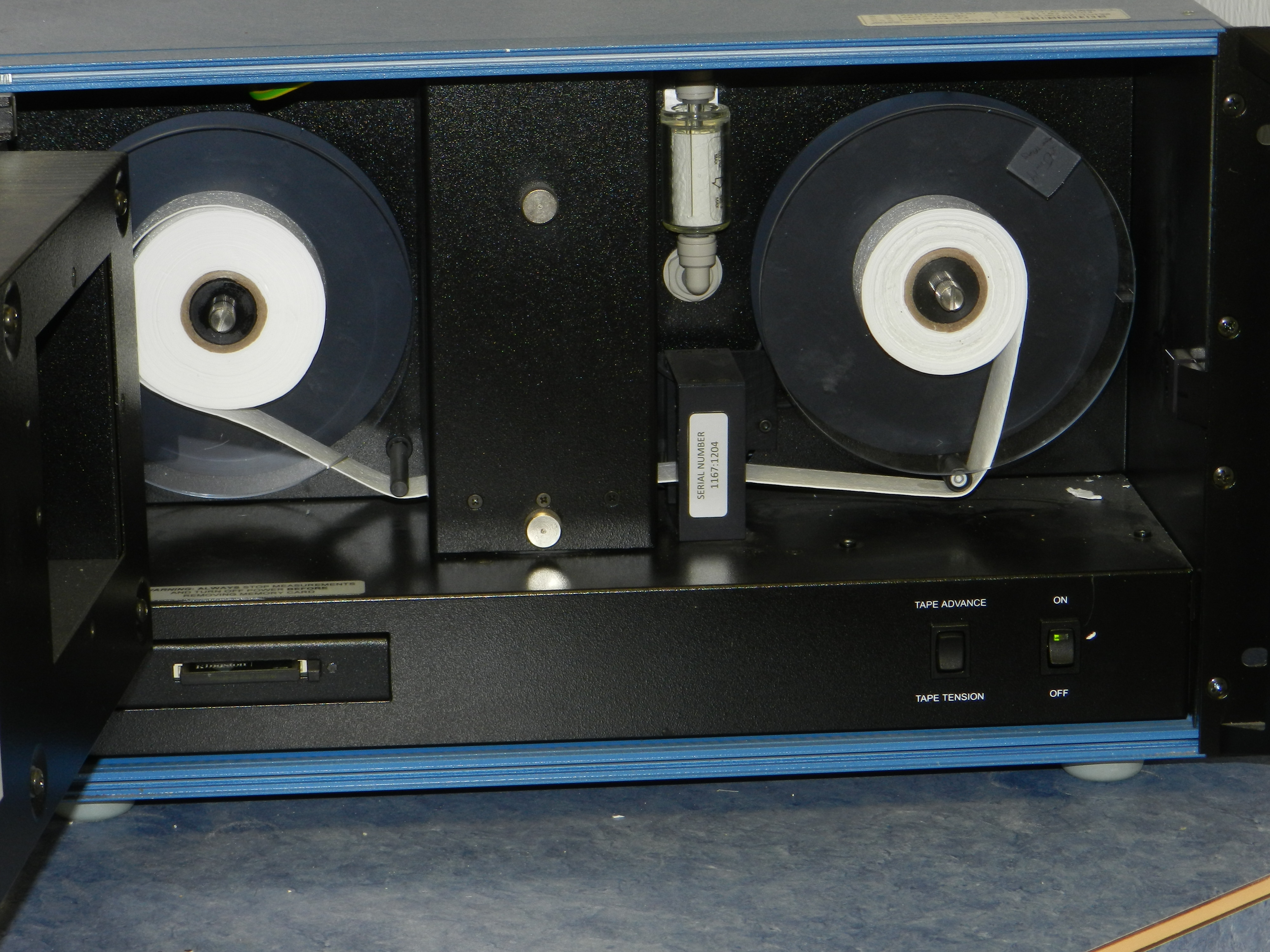
Дымомер (со снятой крышкой) c абсорбирующей бумагой

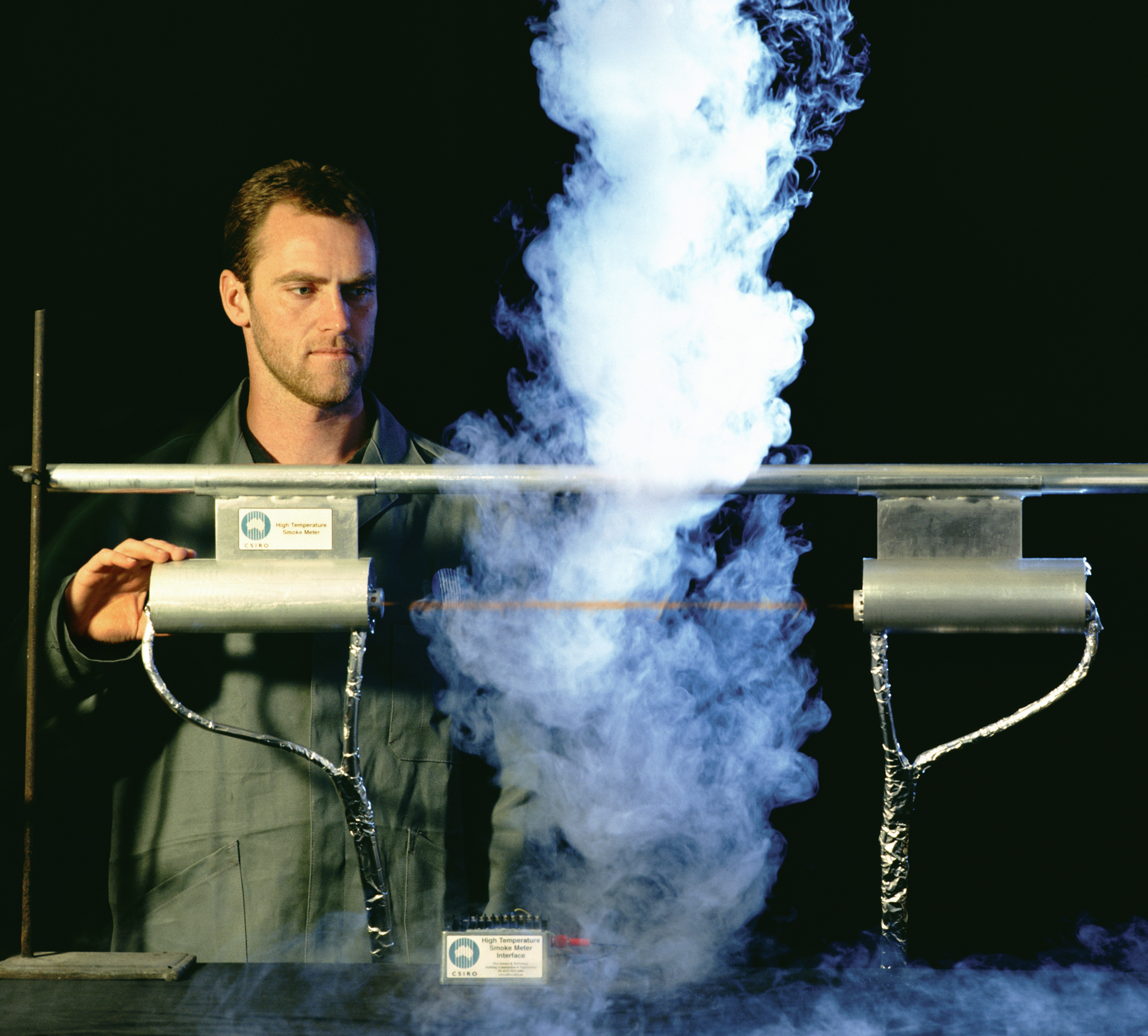
Дымомер в лаборатории

Дымомер (дымномер, анализатор сажевого числа) — средство измерений или средство обнаружения для измерения плотности дыма, то есть концентрации аэрозольных частиц, взвешенных в воздухе или другой газообразной среде; прибор для измерения состава дыма. Для измерения количества аэрозоля в воздухе (неселективно к одному из видов аэрозолей — дыму) используют нефелометры и трансмиссометры. Для селективного обнаружения дыма на фоне помех от других аэрозолей используют дымовые пожарные извещатели. В рамках стандартизации термин дымомер используют для приборов измерения дымности отработавших газов двигателей внутреннего сгорания.

## Методы измерения
Свойства веществ и материалов, обусловленные их раздробленностью, изучает коллоидная химия:10. В том числе предметом изучения является дым:19. Коллоидная химия использует оптические методы дисперсионного анализа: нефелометрический и турбидиметрический:209. Размеры частиц в дымах в от 5 мкм до субмикроскопических размеров — менее 0,1 мкм:11.
Исследование аэрозолей производят путём осаждения, либо счёта частиц во взвешенном состоянии:220. Косвенные методы исследования аэрозолей основаны на конденсационном укрупнении частиц и на измерении рассеяния или ослаблении света аэрозолями:221.

### Оптические

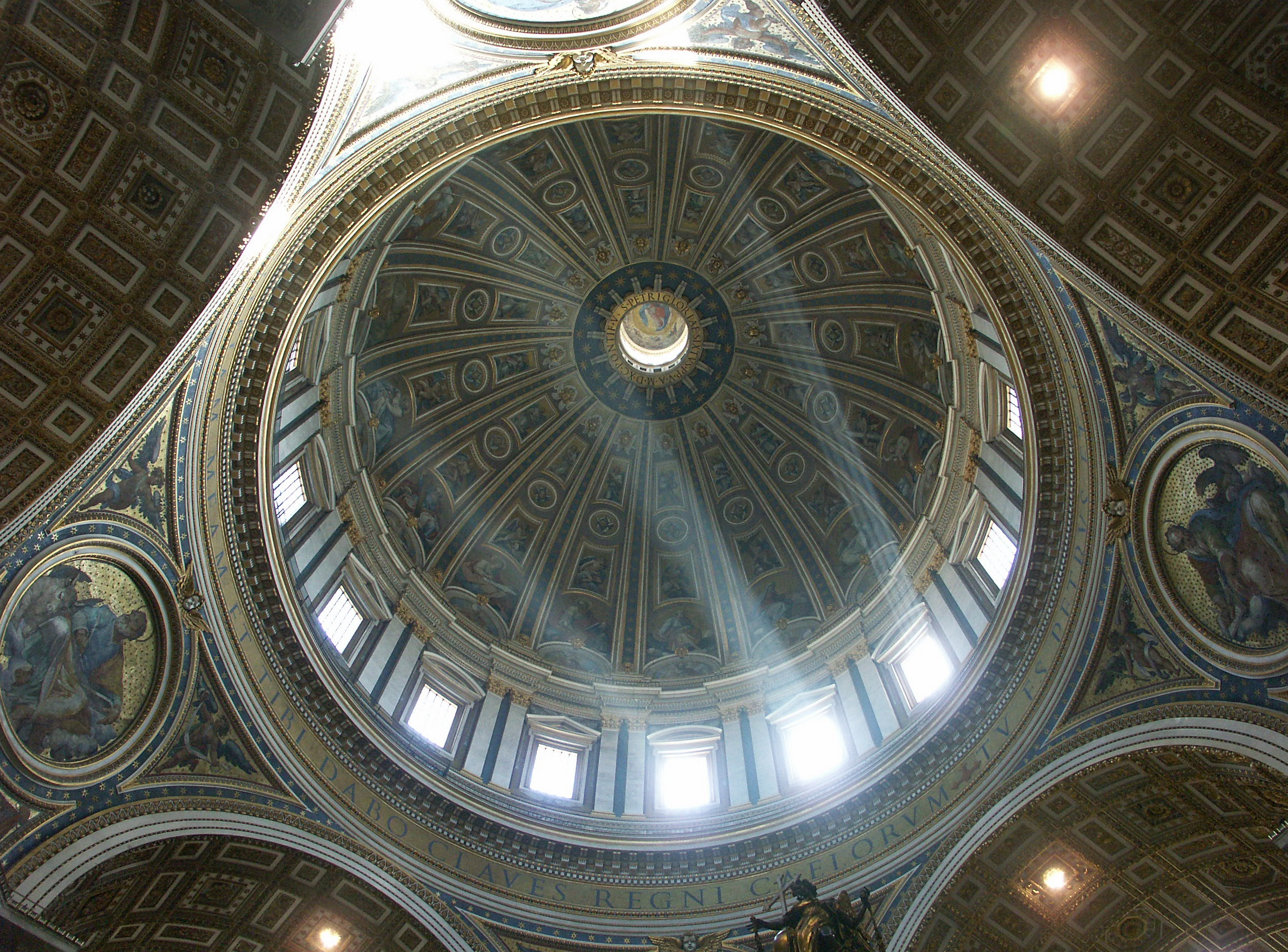
Рассеяние света на аэрозолях воздуха

Основные оптические явления, происходящие в дыму, сводятся к рассеянию и поглощению света внутри и на границе облака дыма.
При использовании принципа ослабления потока лучистой энергии дымосодержащим слоем газа определённой толщины может использоваться оптическое и радиоактивное излучение.

#### Однократное рассеивание
Физические явления, происходящие при рассеянии света, зависят от соотношения размера дымовых частиц и длины волны. Если размер частиц больше длины волны света, то на границе дымовых частиц происходит отражение и преломление света по законам геометрической оптики. Для непрозрачных частиц к рассеянию света приводит его непосредственное отражение, для прозрачных частиц рассеяние происходит в результате многократного отражения и преломления света на внутренней и внешней поверхности частиц. Если размер дымовых частиц соизмерим с длиной волны света, то причиной рассеяния является дифракция. Если размер дымовых частиц намного меньше, чем длина волны света, то рассеяние происходит из-за возбуждения электронов светом, в результате колебания электронов происходит излучение энергии по всем направлениям.:34
При рассеянии происходит поляризация света.:35
Физический нижний предел определение дисперсного состава аэрозольных частиц за счёт светорассеивания частиц ограничен диаметром частиц 10−7 м. Для частиц меньшего размера определение возможно только в результате укрупнения частиц.:101

#### Поглощение
Поглощение света дымом обычно носит избирательный характер и резко выделяется в определённом узком участке спектра. При этом облако дыма окрашено в дополнительный цвет к поглощённому. Возможно поглощение света в широкой области спектра. В таком случае облако выглядит чёрным.:38

#### Многократное рассеивание
Если концентрация дыма достаточного велика, то лучистая энергия может рассеиваться много раз. Вследствие вторичного, третичного и последующего рассеяния лучи становятся белесоватыми и деполяризуются. В высокодисперсных системах это приводит к исчезновению окраски.:40

### Фильтрационные
Дымность может измерена определением сажевого числа по методу Бахараха. С помощью отсоса газов через абсорбирующую бумагу определяется их загрязнённость. Сторона фильтрующего элемента, обращённая к газам, темнеет или вообще становится чёрной. Цвет сравнивается со шкалой, состоящей из 10 закрашенных дисков, оттенок которых меняется от 0 (белый цвет) до 9 (чёрный цвет). Номер шкалы, который совпадает с цветом фильтра и является сажевым числом по Бахараху.

## Средства измерений
Дымомеры применяют для измерения параметров технологических процессов (например при копчении продуктов) для измерения содержания дыма в отработавших газах, а также контроля появления дыма. Может являться средством измерения или сигнализатором.
В Англии в 1961 году была создана национальная инспекция основной задачей которой являлось измерение концентраций дыма.:368
Измерение показателя дымности отработавших газов является частью технического осмотра транспортных средств, оборудованных дизельными двигателями внутреннего сгорания. Для оценки показателя дымности дизельных двигателей используют дымомеры, работающие по принципу определения коэффициента ослабления светового потока, проходящего через отработавшие газы.

## Средства обнаружения
Дым при подъеме клубится, стремится принять форму клуба, клубка (близкую к шару). На большой высоте принимает форму облака.
Измеренная оптическая плотность дыма коррелируется с видимостью при пожаре в условиях задымления.:371 Первоначально понятие видимости объекта было сформулировано как понятие метеорологической дальности видимости и было введено на международном уровне в 1929 г. Определение было связано с субъективными представлениями наблюдателей. При расчётах условий эвакуации и определения опасных условий, возникающих при пожаре, используют понятие «предельная видимость в дыму».
В зданиях, для обнаружения пожара по выделению дыма, используют дымовые пожарные извещатели. Для обнаружения дыма на открытых пространствах применение дымовых извещателей нецелесообразно, так как концентрация продуктов горения в городских условиях или в лестных массивах быстро снижается. В таких условиях для обнаружения дыма возможно применение систем оптического видеонаблюдения с автоматическим анализом видеоизображения.
В основе принципа работы наиболее распространённых технических средств обнаружения пожара (дымовых извещателей) лежит определение величины оптической плотности газовоздушной среды, содержащей продукты горения или потока оптического излучения, рассеянного этой средой.
Дым пламенных пожаров в основном состоит из частиц углерода почти сферической формы, размер такой «сферы» гораздо меньше длины волны света. Исследования проводились для трёх длин волн 450, 630, 1000 нм. Со временем дым происходит образование более крупных частиц из-за слипания мелких. Приборы-сигнализаторы ионизационного типа могут реагировать на только что образовавшийся дым с мелкими частицами, приборы выдающие сигнал по рассеиванию или поглощению света на частицах не будут реагировать, пока размеры частиц не будут того же порядка, что и длина волны.:372

### Визуальные
Частицы коллоидных размеров увидеть в микроскоп нельзя. В 1903 году был создан ультрамикроскоп — микроскоп с боковым освещением. Коллоидные частицы рассеивают свет и сверкающие точки в окуляре позволяют подсчитать число частиц и изучить их движение, вычислить размер частиц, делать выводы о форме частиц:32. Во флоте ранее использовались системы в которых обнаружение дыма в воздухе, забираемого из защищаемых помещений, происходило визуально за счёт подсветки сбоку прозрачных труб в станции контроля задымлённости.

### Саспираторами
В СССР в 60е годы использовался автоматический корабельный сигнализатор дыма АКСД-57 в котором контролируемый воздух поочерёдно отсасывался вентиляторами из помещений судна. При пожаре дым попадающий в дымомер, вызывал срабатывание сигнализации. Вариант конструкции подобной установки состоял из приёмных труб диаметров 15…32 мм, прокладываемых на пост контроля задымлённости воздуха, в котором установлены непрерывно работающие вентиляторы. Снабженные раструбами приёмные отростки труб располагались под потолком защищаемых помещений. На станции контроля задымлённости трубы соединялись внутри аппарата с раструбами, срезы которых освещались электролампой. Свет от лампы проходил через призму и линзу, устанавливаемые в нижней части каждого раструба. Горизонтальная переборка не давала напрямую свету лампы проникать в область контроля задымлённости. Камера контроля задымлённости имела прозрачное стекло, остальные ограждающие поверхности были окрашены в чёрный цвет. До тех пор, пока из помещений засасывается чистый воздух, лучи света остаются невидимыми. При поступлении дыма в раструб, его частицы (размером 10−2…10−3 мм) окажутся в потоке света и будут производить впечатление выходящего из раструба пламени. Возможна была установка внутрь фотоэлемента, который автоматически обнаруживал рассеянный дымом свет.
В 1970е годы в Australian Post Office потребовались пожарные извещатели для компьютерных залов, телефонных станций и кабельных туннелей. Для исследований в качестве средства измерения применили нефелометр, ранее использовавшийся для изучения шлейфов дымов от лестных пожаров. Ни один из предлагаемых на рынке извещателей не был признан подходящим для применения в данной области. Наилучшие результаты показывал сам нефелометр. Но для применения в качестве извещателя он требовал доработки. Аспирационный дымовой извещатель, разработанный на основе нефелометра, стал производиться в 1979 году.
В настоящее время ряд аспирационных пожарных извещателей для снижения вероятности ложных сигналов использует систему фильтров для очистки контролируемой воздушной среды от пыли. Фильтр установлен перед оптической камерой обнаружения дыма. Затем для предотвращения загрязнения оптических поверхностей, обеспечения стабильности калибровки и длительного срока службы на второй ступени очистки добавляется чистый воздух. Следующий фильтр установлен перед измерительной камерой, в которой происходит распознавание наличия дыма.

### Точечные

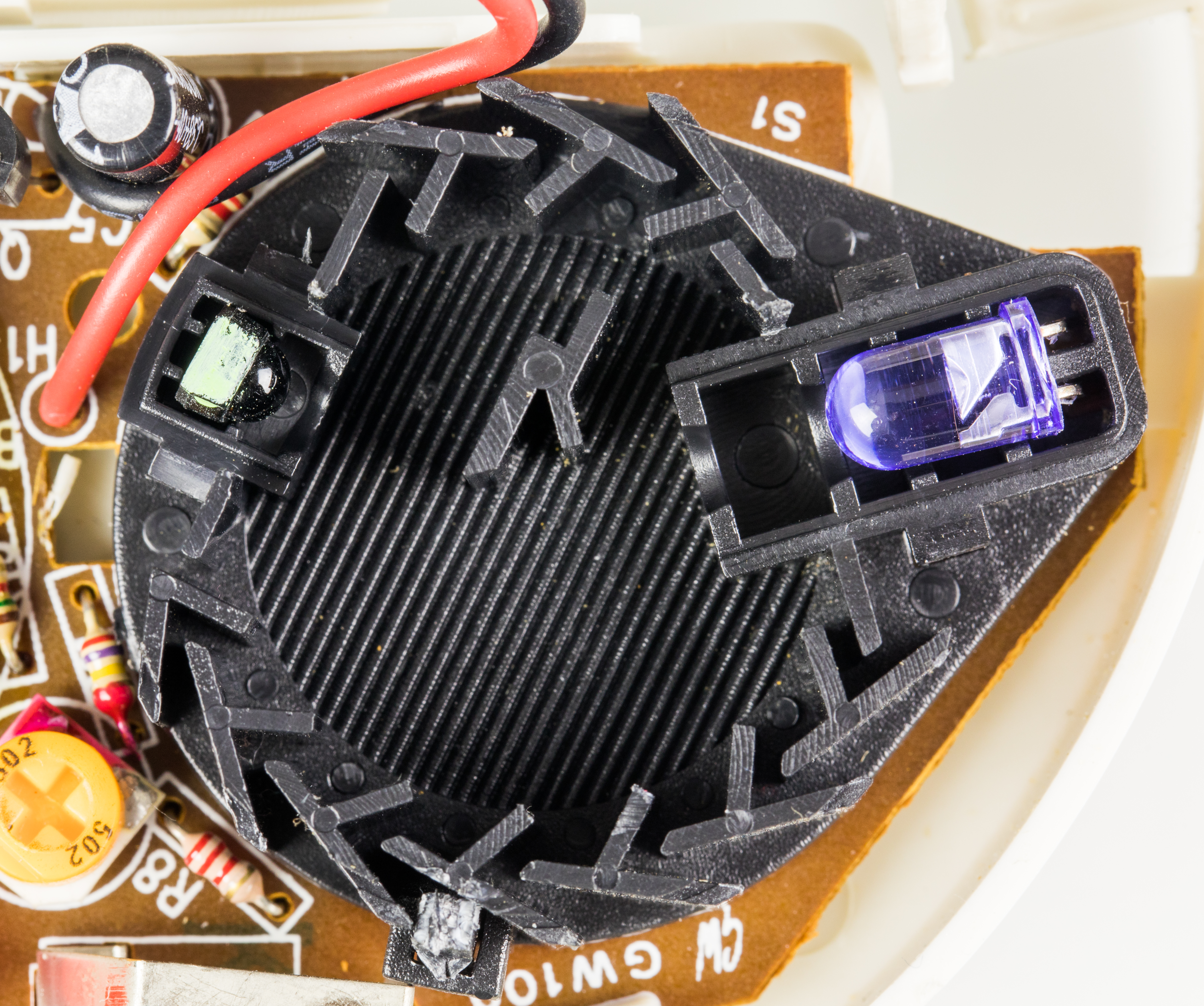
Дымовая камера пожарного извещателя

Современные конструкции большинства точечных дымовых пожарных извещателей используют закрытые оптические системы. Это необходимо для защиты приёмника рассеянного частицами дыма светового
потока от внешних источников света. При этом полностью закрытой она быть не может, так как продукты горения в виде частиц дыма не попадут. В оптических системах извещателей используются специальных перегородки (лабиринты), которые защищают приёмник светового излучения от внешних источников света и дают возможность потокам частиц дыма попасть в измерительную область приёмника-передатчика.

### Линейные
В 1929 году в Нью-Йорке демонстрировался запуск системы газового пожаротушения при попадании дыма от горящего бензина в пространство между источником и приёмником ультрафиолетового излучения.